# Zuiver Land-boeddhisme
Zuiver Land-boeddhisme, ook bekend als Reine Land-boeddhisme, amidisme of amitabha-boeddhisme, is een tak van het mahayana-boeddhisme en is tegenwoordig een van de populairste scholen van het boeddhisme in Oost-Azië, samen met Chan. Het is een devoot of trouw georiënteerde tak van het boeddhisme gefocust op Amitabha Boeddha. Het is een van de tien belangrijkste scholen in het Chinees boeddhisme en het behoort tot de drie hoofdstromingen in het Japans boeddhisme.
Zuiver Land boeddhisme wordt vaak gevonden in grotere boeddhistische praktijken zoals de Chinese Tien Tai school of het Japanse Shingonboeddhisme.

## Overzicht
Zuiver Land-boeddhisme is gebaseerd op de Zuivere Land Soetras gebracht naar China rond 148 CE, toen de monnik An Shi Gao begon met het vertalen van soetras in het Chinees gedurende de Han-dynastie. De Kushan-monnik Lokaksema, die in Luoyang arriveerde twee decennia na An Shi Gao, zijn vaak de eerste vertalingen van de basis soetras van het Zuiver Land-boeddhisme toegeschreven. Deze soetras beschrijven Amitabha, een van de vijf Wijsheids Boeddha's, en zijn hemelse Zuiver land, genoemd Sukhavati.
Hoewel Amitabha Boeddha in een aantal boeddhistische soetras voorkomt wordt de Infinitieve Levens Soetra vaak beschouwd als de meest belangrijke. In deze soetra vertelt de Boeddha tegen zijn assistent Ananda hoe Amitabha, nog een leerling, een groot aantal geloften maakt om alle wezens te redden, en in zijn grote goedheid een koninkrijk met de naam het Zuiver Land of het Westerse Paradijs creëert. Dit Zuiver Land is bedoeld als een toevlucht voor hen die zoveel negatieve karma hebben verzameld dat zij niet in staat zijn zelf de Verlichting te verkrijgen.
Het Zuiver Land-boeddhisme begon pas een rol te spelen bij het oprichten van het klooster, Donglintempel van Lu Shan, op de berg Lushan door monnik Huiyuan in het jaar 402 na Christus. Het verspreidde zich snel door China en het werd gesystematiseerd door Shan-Tao (613-681). De filosofie kwam tot in Japan en groeide langzaam in bekendheid. Honen Shonin (1133-1212) vestigde het Zuiver Land-boeddhisme als een onafhankelijke sekte in Japan, bekend als Jodo Shu. Tegenwoordig is Zuiver Land, samen met Chan, de dominante vorm van boeddhisme in China, Japan, Taiwan en Vietnam.
Eigentijdse Zuiver Land tradities zien de Boeddha Amitabha de Dharma preken in zijn Boeddha-veld, genoemd het Zuiver Land of Westers Zuiverland, een regio voor het uitstellen van karmaïsche transmigratie. De Vietnamezen gebruiken ook de term Tây Phương Cực Lạc voor "Westers land van blijdschap" of meer preciezer, "Westers Paradijs". In zulke tradities, is het binnen gaan van het Zuiver Land gelijk aan het verkrijgen van de Verlichting.
Aanhangers geloven dat naarmate de tijd vordert, er minder boeddhisten komen, en Verlichting steeds moeilijker zelf te behalen wordt. Dit staat bekend als mappo in het Japans, of Dharma Afwijzing en wordt als erg belangrijk gezien in Oost-Azië.
Dus, aanhangers geloven dat Amitabha Boeddha een alternatieve training levert om de Verlichting te verkrijgen: het Zuiver Land. De hoofdgedachte achter het Zuiver Land-boeddhisme is dat de Verlichting moeilijk te verkrijgen is zonder de assistentie van Amitabha Boeddha. In plaats van diepdoorgrondend mediteren naar de Verlichting toe, leert het Zuiver Land-boeddhisme dat devotie naar Amitabha zal leiden tot het Zuiver Land (het overblijfsel van de hemel) waar de Verlichting makkelijker is te verkrijgen.
Dit geloof was in het bijzonder populair bij boeren en mensen die gezien werden als "onzuiver" zoals jagers, vissers, prostituees, et cetera. Zuiver Land-boeddhisme zorgde voor een boeddhisme voor hen die niet de mogelijkheid hebben om andere vormen te praktiseren.
Sommige Zuiver Land-boeddhisten leerden dat men om in het Westerse Paradijs te komen, mantras of gebeden voor Amitabha geregeld 108 keer moest herhalen om een zuivere staat van de geest te bewerkstelligen. Dit staat bekend als nianfo (Chinees) of nembutsu (Japans).
Men gelooft dat aanhangers door het zo veel mogelijk herhalen van Amitabha Boeddha zijn naam, men wordt ontvangen door Amitabha Boeddha als hun leven eindigt. Deze simpele vorm heeft ervoor gezorgd dat het grote populariteit kent.
Een andere training in Zuiver Land-boeddhisme is meditatie op Amitabha en/of zijn Zuiver Land. Deze meditatie is gevonden in de Contemplatie Soetra, waar de Boeddha beschrijft tegen koningin Vaidehi hoe Amitabha eruitziet en hoe men mediteert op hem. Gevisualiseerde meditaties zijn meer populair bij esoterische boeddhistische trainingen, terwijl nianfo populairder is bij leken.